# Właściwości materiałowe
Właściwości materiałowe – cecha każdego materiału zdefiniowanego jako kompozycja chemiczna w określonych warunkach fizycznych. Zależnie od warunków fizycznych, wartości właściwości materiałowych dla pojedynczego materiału mogą być różne. Nie są to więc właściwości materiału takie, jak np. skład chemiczny.
Klasy właściwości materiałowych:
- fizyczne: mechaniczne, termiczne, elektryczne, magnetyczne, optyczne, akustyczne, inne fizyczne
- chemiczne
- biologiczne

## Właściwości mechaniczne
Grupa właściwości materiału powiązana z jego wytrzymałością – pracą jaką można na nim wykonać:
- moduły sprężystości: podłużnej E (potocznie zwany Younga), poprzecznej G (zwany Kirchhoffa), objętościowej K (zwany Helmholtza), wyrażone w MPa
- liczba Poissona wyrażona bezjednostkowo
- granicę sprężystości R0.01, plastyczności Re, umowną granicę plastyczności R0.2, wytrzymałości na rozciąganie Rm, urwania Ru, wyrażone w jednostkach MPa
- udarność
- twardość
- wiązkość

## Właściwości termiczne
Grupa właściwości materiału powiązana z jego zachowaniem się pod wpływem temperatury:
- przewodność cieplną zdefiniowaną przez współczynnik przewodnictwa cieplnego k,
- ciepło właściwe przy stałej temperaturze ct, przy stałej objętości cv, przy stałym ciśnieniu cp
- temperatura (topnienia, wrzenia, skraplania)
- zdolność emisyjna

## Właściwości elektryczne
Grupa właściwości materiału powiązana z jego przewodnictwem elektrycznym:
- oporność
- tłumienie

## Właściwości magnetyczne
Grupa właściwości materiału powiązana z jego zachowaniem się pod działaniem pola elektromagnetycznego:
- przenikalność magnetyczną
- impedancję
- stałą namagnesowania
- tłumienie

## Właściwości optyczne
- kąt załamania światła (zobacz prawo załamania)
- kąt odbicia światła
- przenikalność optyczna
- emisyjność powierzchni materiału (emisja promieniowania)

## Inne właściwości fizyczne
Grupa właściwości materiału nie wymienionych powyżej, a związanych z jego fizyką:
- gęstość

## Właściwości chemiczne
Grupa właściwości materiału powiązana z jego zachowaniem się w obecności innych związków:
- reaktywność
- palność